# Adansonia za
Adansonia za är en malvaväxtart som beskrevs av Henri Ernest Baillon. Adansonia za ingår i släktet Adansonia och familjen malvaväxter. Arten förekommer på Madagaskar, från Taolagnaro till Analalava, där ett av de lokala namnen är za, vilket givit upphov till artepitetet.

## Underarter
Arten delas in i följande underarter:
- A. z. boinensis
- A. z. bozy

## Bildgalleri

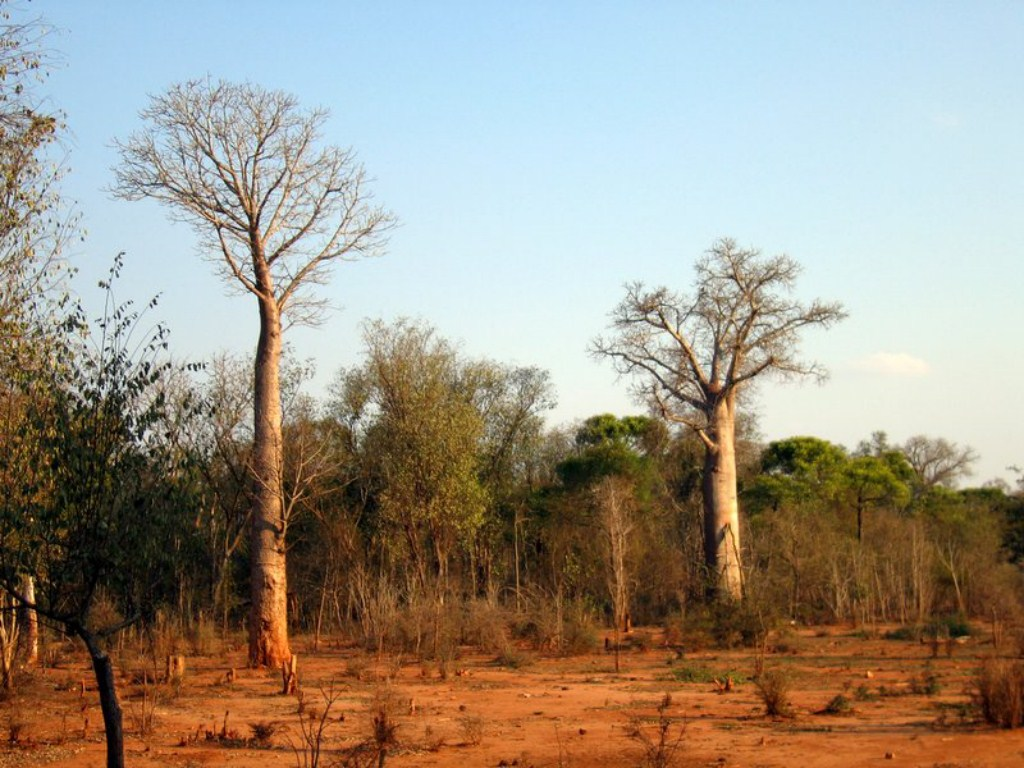
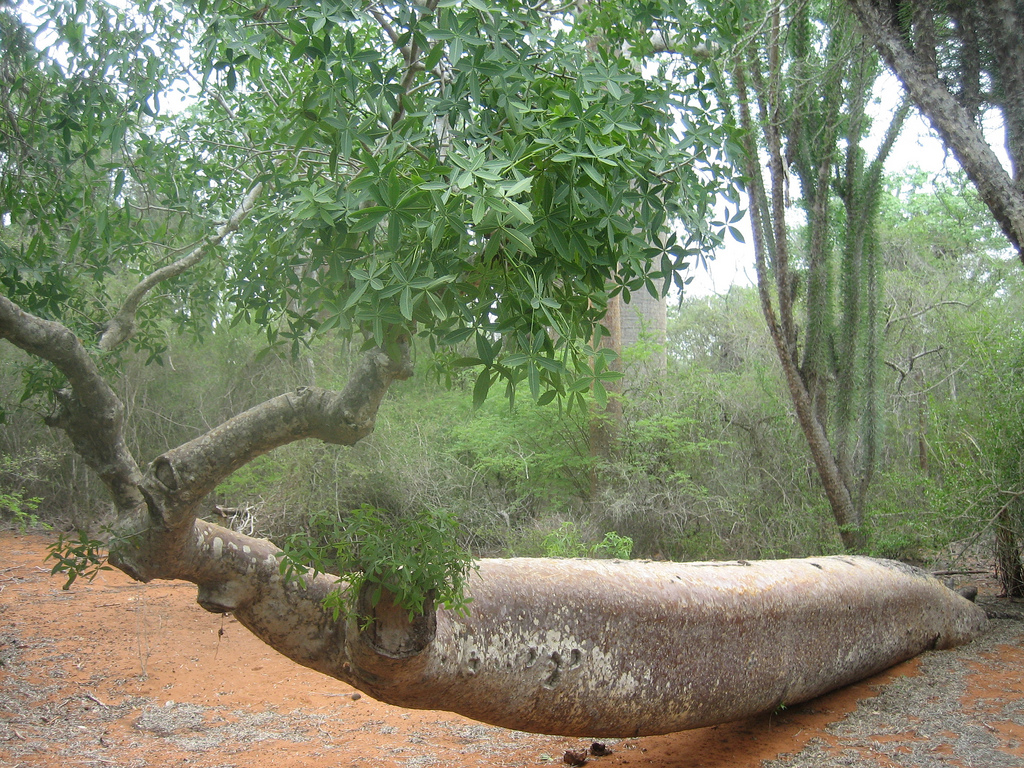